# .ph
‎.ph‏ دامنه اینترنتی اختصاص داده شده به کشور فیلیپین است.